# Bobby Solo
Roberto 'Bobby Solo' Satti (Rome, 18 maart 1945) is een Italiaanse zanger.
Hij nam in 1964 deel aan het San Remo Festival met Una lacrima sul viso, doordat hij pseudokroep had kon hij niet live zingen waardoor hij gediskwalificeerd werd. Het lied werd een immens succes en was het eerste lied dat een miljoen keer over de toonbank ging in Italië, wereldwijd werden 3 miljoen platen verkocht. Hij won datzelfde jaar nog het Festivalbar met Credi a me. In 1965 won hij wel het San Remo Festival met Se piangi se ridi en mocht hij ook naar het Eurovisiesongfestival waar hij als 5e eindigde. Ook in 1969 won hij San Remo met Zingara, dit keer zat er echter geen eurovisieticket aan vast. Hij was ook in Duitsland populair en zong enkele schlagers.

## Festival San Remo
1. 1964 – Una lacrima sul viso
2. 1965 – Se piangi se ridi
3. 1966 – Questa volta
4. 1967 – Canta ragazzina
5. 1969 – Zingara
6. 1970 – Romantico blues
7. 1972 – Rimpianto
8. 1980 – Gelosia
9. 1981 – Non posso perderti
10. 1982 – Tu stai
11. 1984 – Ancora ti vorrei
12. 2003 – Non si cresce mai

## Discografie

### Singles
| Single met eventuele hitnotering(en) in de Nederlandse Top 40 | Datum van verschijnen | Datum van binnenkomst | Hoogste positie | Aantal weken | Opmerkingen |
| ------------------------------------------------------------- | --------------------- | --------------------- | --------------- | ------------ | ----------- |
| Una lacrima sul viso                                          | 1965                  | 02-01-1965            | 34              | 1            |             |
| Se piangi, se ridi                                            | 1965                  | 24-04-1965            | 37              | 2            |             |

### Duitse hits
- Wenn die Rosen blühn in Roma (1964)
- Ich bin verliebt in dich, Christina (1965)
- Ich sehe dich weinen (1965)
- Du hast ja Tränen in den Augen (1966)
- Bella Bella Marie (1966)